# Lutzingen
Lutzingen – miejscowość i gmina w Niemczech, w kraju związkowym Bawaria, w rejencji Szwabia, w regionie Augsburg, w powiecie Dillingen an der Donau, wchodzi w skład wspólnoty administracyjnej Höchstädt an der Donau. Leży na obrzeżach Jury Szwabskiej, około 7 km na północ od Dillingen an der Donau.

## Demografia
| Rok  | Liczba mieszk. |
| ---- | -------------- |
| 1970 | 979            |
| 1987 | 983            |
| 2000 | 1 024          |

## Polityka
Wójtem gminy jest Eugen Götz, poprzednio urząd ten obejmował Michael Waldenmayr, rada gminy składa się z 8 osób.
|      | CSU | SPD | WB Unterliezheim | FUW | Razem |
| 2008 | 2   | 2   | 3                | 1   | 8     |
| 2002 | 3   | 4   | 4                | 1   | 12    |